# Giorgio Mortara
Giorgio Mortara (Mântua, 4 de abril de 1885 — Rio de Janeiro, 30 de março de 1967) foi um economista, estatístico e demógrafo italiano.

## Biografia
Foi professor das Universidades de Messina entre 1909 e 1914, Roma (1915–24) e Milão (1924–38), e diretor do jornal Giornale degli economisti (1910–38). Residiu em Berlim entre 1907 e 1908, onde trabalhou com Ladislaus von Bortkiewicz na teoria da probabilidade e particularmente na lei dos eventos raros. Também é conhecido pela construção de índices estatísticos para medir os efeitos conjunturais (barómetros económicos). Forçado a deixar a Itália em 1939 por motivos étnicos, mudou-se para o Rio de Janeiro, no Brasil a convite do político brasileiro José Carlos de Macedo Soares, onde foi assessor técnico do Conselho Nacional de Estatística e consultor técnico da Comissão Censitária Nacional, tendo criado o Laboratório de Estatística. Em 1954 foi nomeado presidente da União Internacional para o Estudo Científico de População, da qual tornou-se presidente honorário em 1957. voltou a lecionar na Universidade de Roma, da qual foi nomeado professor emérito em 1961. Entre as suas obras, destaca-se Prospettive economiche (quinze volumes, 1921–37). Venceu o Prémio Marzotto em 1962.

## Obras
- Le popolazioni delle grandi città italiane, Unione Tipografico-Editrice Torinese, 1908;
- Le popolazioni di Basilicata e di Calabria all'inizio del secolo ventesimo (1910);
- Tavola di mortalità, secondo le cause di morte, per la popolazione italiana (1901-10), Cecchini, 1914;
- Statistica economica e demografica (1920);
- Prospettive economiche(1921–37), Universidade Luigi Bocconi;
- Lezioni di statistica metodologica (1922);
- La salute pubblica in Italia durante e dopo la guerra, G. Laterza & figli, 1925;
- Sui metodi per lo studio della fecondità dei matrimoni, Giornale degli economisti, 1933;
- La realtà economica (1934);
- L'Economia della popolazione, Unione Tipografico-Editrice Torinese, 1960;
- Previsioni sull'incremento della popolazione nel mondo, L'industria (1958);
- Raccolta di Saggi di metodologia demografica (1963).